# Василий (Вадич)
Митрополит Василий (серб. Митрополит Василије, в миру Васо Вадич, серб. Васо Вадић; 10 декабря 1946, село Осечко, община Челинац, Босния) — епископ Сербской православной церкви, митрополит Сремский.

## Биография
Родился 10 декабря 1945 года в село Осечко в Боснийской краине. Был Десятым ребёнком в семье Луки и Йованки Вадич. Окончил начальную школу в Челинаце.
В 1962 году поступил постушником в Монастырь Гомире в Горнокаловацкой епархии, где оставался до 1964 года, когда поступил в Семинарию Трёх Святителей при Монастыре Крка.
В 1966 году епископом Далматинским Стефаном был пострижен в малую схиму и причислен братству Монастыря Крка.
19 декабря 1967 года в монастыре Крка был рукоположён в иеродиакона. 28 июня 1968 года рукоположён в сан иеромонаха.
По окончании семинарии, в 1971 году направлен на обучение на Богословском факультете Бухарестского университета в Румынии, который окончил в 1975 году. После этого, назначен суплентом духовной семинарии в Монастыре Крка в Далмации.
На Крстовдан 1976 года возведён в синкелла, а в следующем году был направлен в аспирантуру в Оксфорд.
На очередном заседании Священного Архиерейского Собора в мае 1978 года Василий, находившийся в тот момент в Оксфорде, был избран епископом Австралийским и Новозеландским.
Его епископская хиротония состоялась 3 сентября 1978 года в Соборной церкви в Белграде; её совершили Патриарх Сербский Герман, Епископ Жичский Стефан (Боца) и Епископ Враньский Доментиан (Павлович).
14 сентября 1986 года решением Священного Архиерейского Собора поставлен епископом Сремским.